# Velma Dinkley
Velma Dace Dinkley is een personage uit de animatieserie Scooby-Doo. Ze is het genie van de Mystery Inc. groep.

## Biografie
Velma is duidelijk de intelligentste van de groep. Ze gebruikt haar talenten onder andere voor het lezen van vreemde talen, wetenschappelijke formules ontcijferen, aanwijzingen analyseren en conclusies trekken.
Velma gaat altijd gekleed in een typische oranje trui en draagt een bril. Omdat ze enorm bijziend is vormt haar bril een running gag in veel afleveringen, omdat ze deze vaak per ongeluk verliest en dan niets meer kan zien.
Velma is degene die Scooby altijd met een Scooby Snack omkoopt als hij en Shaggy te bang zijn voor een missie. Velma is ook een stuk sterker dan ze eruitziet, en kan vaak Scooby en Shaggy in haar armen dragen terwijl ze toch rent.
Velma gaat meestal met Fred en Daphne op stap, maar vergezelt soms Scooby en Shaggy. In de climax van een aflevering is het doorgaans Velma die het mysterie oplost, waarna Fred de val bouwt om de schurk te vangen.

## Familie
Familieleden van Velma in de serie zijn:
- Mr. en Mrs. Dinkley: Velma's ouders.
- Tante Thelma: werkt met dolfijnen in een aquarium.
- Dave Walton: Velma's oom.
- Oom John: een archeoloog.
- Oom Cosmo: ook een archeoloog.
- Oom Elmo: een arts.
- Tante Meg en Oom Evan: Velma's oom en tante de in een klein dorpje genaamd Banning Junction wonen.
- Marcy: Velma's nicht, de dochter van Meg en Evan.

## Actrices
- Nicole Jaffe (1969-1973, 2002-2003)
- Pat Stevens (1975-1979)
- Marla Frumkin (1979-1980, 1984)
- Christina Lange (1988-1991)
- B.J. Ward (1997-2002)
- Mindy Cohn (2002-heden)
- Krystal Harris (2002)
- Bets Malone (2012)
- Stephanie D'Abruzzo (2013)
- Kate Micucci (2015-heden)
- Gina Rodriguez (2020)
- Ariana Greenblatt (2020)
- Mindy Kaling (2023)
- Linda Cardellini (Live Action Film 1 en 2)
- Hayley Kiyoko (Live Action Film 3: Scooby Doo! The Mystery Begins)
- Lauren Kennedy (Jonge versie in Live Action Film)
- Sarah Gilman (Daphne & Velma)

## Trivia
- In de Johnny Bravo aflevering "Bravo Dooby Doo", waarin de Scooby Doo Cast een gastoptreden had, ontmoette Johnny Velma en kregen de twee kort een relatie.
- In Scooby-Doo! in Where's My Mummy? was Velma zelf min of meer de schurk omdat ze zich voordeed als Cleopatra als onderdeel van een grap die ze had bedacht.
- Velma beweerde in What's New Scooby Doo een fan te zijn van Amerikaans ijshockey. Tevens bleek ze een goede worstelaar te zijn.